# Bulbostylis pseudocollina
Bulbostylis pseudocollina är en halvgräsart som beskrevs av Henri Chermezon. Bulbostylis pseudocollina ingår i släktet Bulbostylis och familjen halvgräs. Inga underarter finns listade i Catalogue of Life.